# El triunfo de Clelia (Hasse)
El triunfo de Clelia  (Il trionfo di Clelia)  es el título de una ópera seria que el italiano Pietro Metastasio (1698 – 1782) escribió como poeta oficial del  Emperador de Austria. El libreto hace el número vigésimo quinto de los 27 que escribió Metastasio, situándose entre  Nitteti (1756) y  Rómulo y Hersilia  (1765).

## Composición
Las fuentes a las que acudió Metastasio para componer El triunfo de Clelia fueron los trabajos de los historiadores latinos Tito Livio, Plutarco, Lucio Anneo Floro y Aurelio Víctor; así como del griego Dionisio de Halicarnaso.

## Estreno versiónViena– 1762

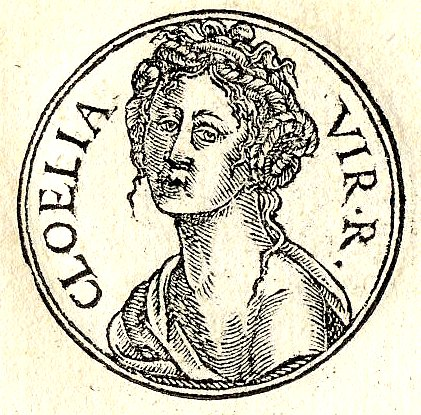
Clelia “Promptuarii iconum insigniorum” de Guillaume Rouille (1553)

En 1762 el compositor alemán Johann Adolph Hasse (Hamburgo, 1699 – Venecia, 1783) musicó el texto de Metastasio, cantado en italiano y dividido en tres actos, cuyo estreno, con motivo del nacimiento de dos nietos de la Emperatriz María Teresa I de Austria, los archiduques José e Isabel, tuvo lugar el 27 de abril en el Burgtheater de Viena

## Personajes

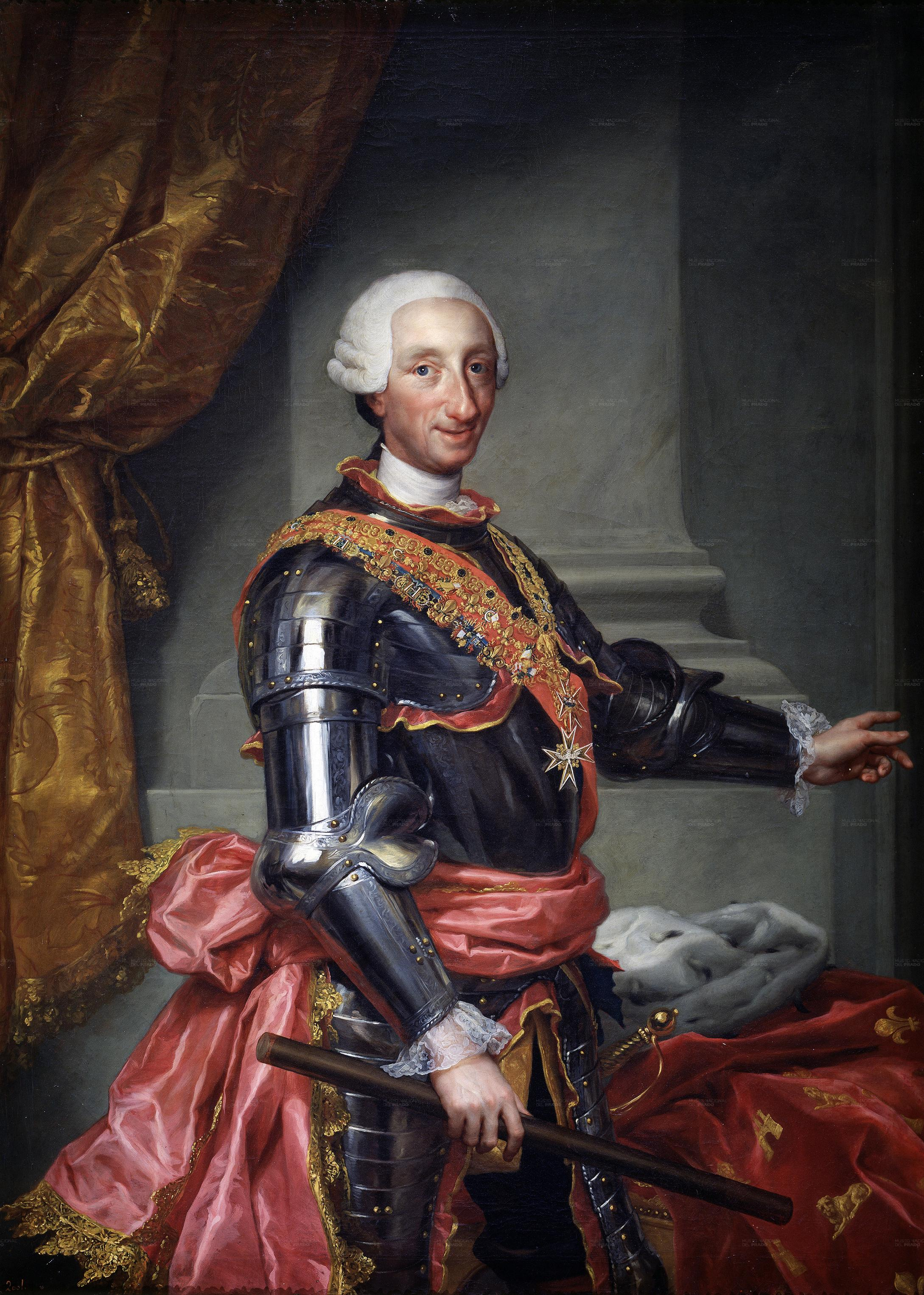
El rey Carlos III de España Antonio Rafael Mengs (1761)

| Personaje                                                                    | Tesitura | Reparto el 27 de abril de 1762 Director : Johann Adolph Hasse |
| ---------------------------------------------------------------------------- | -------- | ------------------------------------------------------------- |
| Clelia (joven patricia romana prometida de Orazio)                           | soprano  | Marianna Bianchi Tozzi                                        |
| Porsena (rey etrusco)                                                        | tenor    | Giuseppe Luigi Tibaldi                                        |
| Larissa (hija de Porsena, prometida de Tarquinio y amante secreta de Mannio) | soprano  | Clementina Baglioni                                           |
| Mannio (príncipe etrusco amante secreto de Larissa)                          | soprano  | Antonia Giacomazzi                                            |
| Tarquinio (depuesto rey de Roma y enamorado de Clelia)                       | castrato | Carlo Nicolini                                                |
| Orazio (embajador romano y prometido de Clelia)                              | castrato | Gaetano Guadagni                                              |

## Estreno versiónVarsovia– 1762
En el mismo año de 1762 Hasse compuso una segunda versión, así mismo cantada en italiano y dividida en tres actos, cuyo estreno tuvo lugar el 3 de agosto en el teatro Operalnia de Varsovia.

## Personajes
| Personaje                                                                    | Tesitura | Reparto el 3 de agosto de 1762 Director : Johann Adolph Hasse |
| ---------------------------------------------------------------------------- | -------- | ------------------------------------------------------------- |
| Clelia (joven patricia romana prometida de Orazio)                           | soprano  | Marianna Bianchi Tozzi                                        |
| Porsena (rey etrusco)                                                        | tenor    | Giuseppe Luigi Tibaldi                                        |
| Larissa (hija de Porsena, prometida de Tarquinio y amante secreta de Mannio) | soprano  | Clementina Baglioni                                           |
| Mannio (príncipe etrusco amante secreto de Larissa)                          | soprano  | Antonia Giacomazzi                                            |
| Tarquinio (depuesto rey de Roma y enamorado de Clelia)                       | castrato | Carlo Nicolini                                                |
| Orazio (embajador romano y prometido de Clelia)                              | castrato | Gaetano Guadagni                                              |

## Estreno versiónNápoles– 1763
En 1763 Hasse compuso otra tercera versión revisada por Giuseppe de Majo, así mismo cantada en italiano y dividida en tres actos, que con motivo del cumpleaños de rey Carlos III de España, se estrenó el 20 de enero en el Teatro de San Carlos de Nápoles.

## Personajes
| Personaje                                                                    | Tesitura | Reparto el 20 de enero de 1763 Director : Nicola Fabio |
| ---------------------------------------------------------------------------- | -------- | ------------------------------------------------------ |
| Clelia (joven patricia romana prometida de Orazio)                           | soprano  | Maria Antonia Girelli-Aguilar                          |
| Porsena (rey etrusco)                                                        | tenor    | Giuseppe Luigi Tibaldi                                 |
| Larissa (hija de Porsena, prometida de Tarquinio y amante secreta de Mannio) | soprano  | Marianna Moser                                         |
| Mannio (príncipe etrusco amante secreto de Larissa)                          | tenor    | Anton Raaff                                            |
| Tarquinio (depuesto rey de Roma y enamorado de Clelia)                       | castrato | Gaetano Majorano (Caffarelli)                          |
| Orazio (embajador romano y prometido de Clelia)                              | castrato | Giovanni Manzuoli (Succianoccioli)                     |

La escenografía estuvo a cargo de Antonio Ioli.

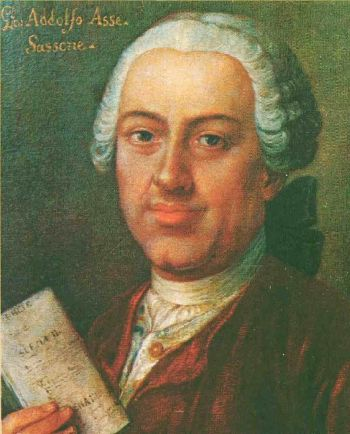
Johann Adolf Hasse

## Argumento
Cuando el rey de Roma, Tarquinio el Soberbio, fue derrocado en el año 459 a C, pidió ayuda a su compatriota y amigo el rey etrusco Porsena, que se dispuso a sitiar Roma al frente de su poderoso ejército.
Al cabo de unos meses la situación de la ciudad era desesperada, por lo que las autoridades romanas propusieron una tregua al enemigo: los etruscos permitirían a los sitiados salir de la ciudad en busca de comida a cambio de 100 vírgenes romanas.
Cuando Porsena, que aceptó el tratado, se dispuso a llevarse a las prisioneras, una de las muchachas llamada Clelia escapó del grupo y cruzó a nado, con gran riesgo de su vida, el río Tíber entrando de nuevo en la Urbe.
El rey etrusco, indignado, mandó un ultimátum a Roma para que entregase a la virgen. Las autoridades, ante el temor de un redoblado asedio, aceptaron la entrega de Clelia a Porsena, pero éste, admirado de la valentía y el amor por su patria de la muchacha, lejos de matarla o castigarla, se enamoró de ella. 
Y así, una vez que la bella y virtuosa Clelia se convirtió en esposa de Porsena, instó a su esposo a que levantara el sitio de la ciudad y liberara a todas las cautivas. Por su parte, Roma agradeció los esfuerzos de Clelia y, en su recuerdo, erigió una estatua ecuestre de bronce en la Vía Máxima.

## Influencia
Metastasio tuvo gran influencia sobre los compositores de ópera desde principios del siglo XVIII a comienzos del siglo XIX. Los teatros de más renombre representaron en este período obras del ilustre italiano, y los compositores musicalizaron los libretos que el público esperaba ansioso. El triunfo de Clelia fue, sin embargo, una de las menos utilizadas por los compositores de la época, pues sólo fueron doce las versiones que se hicieron de ella.